# Josef de Urquiza
Josef de Urquiza y Álzaga (Castro-Urdiales, España, 29 de octubre de 1762 - Buenos Aires, Provincias Unidas del Río de la Plata, 10 de marzo de 1829) fue un hacendado, político y militar español, que contribuyó a la organización territorial de la provincia de Entre Ríos, en la que fijó su domicilio. Se opuso a la Revolución de Mayo y fue el padre del presidente argentino Justo José de Urquiza.

## Biografía
Nacido en el norte de España, siendo muy joven se trasladó al Virreinato del Río de la Plata y se estableció como comerciante en Buenos Aires. Pronto adquirió cierta fortuna, y decidió establecerse en una zona que prometía negocios redituables, aunque riesgosos: la costa occidental del río Uruguay.
Se estableció en un paraje llamado Talar de Arroyo Largo, cerca del caserío Arroyo de la China —el cual fuera erigido con el nombre de Concepción por los jesuitas hacia 1619 y en donde en el año 1783 se fundaría la ciudad de Concepción del Uruguay— consiguiendo la cesión de la propiedad de extensas tierras. Allí fue padre de Cipriano José y Justo José, además de varias hijas, frutos de su matrimonio con la porteña María Cándida García (1759-1844), celebrado en la Iglesia San Ignacio de Buenos Aires en 1784.
Sirvió en la defensa de esa zona durante las guerras con Portugal y contra los indígenas charrúas, y se le reconoció un alto grado en la milicia por esos servicios. También prestó servicios como miembro del cabildo de su villa.
En 1801 fue nombrado comandante general de los "partidos de Entrerríos", con asiento en Concepción del Uruguay. Su tarea consistió en organizar las milicias locales, perseguir vagos y bandidos, y combatir el contrabando. Prestó un servicio especial enviando tropas a la defensa de Montevideo, durante la segunda invasión inglesa, en 1807.
Al llegar a la zona las noticias de la formación de la Primera Junta, reunió un cabildo abierto, junto al cual acató la autoridad recién formada. Pero al poco tiempo le llegaron advertencias desde Montevideo sobre los propósitos independentistas de los patriotas, por lo que pronto estuvo del lado de los realistas. La Junta le ordenó cortar comunicaciones con Montevideo, por lo que Urquiza renunció y adhirió a la ocupación de las villas entrerrianas por los realistas.
Cuando Michelena evacuó Concepción del Uruguay, se retiró a Colonia junto con las tropas que quisieron seguirlo. Posteriormente pasó a Montevideo, aunque muchos de sus soldados regresaron a Entre Ríos. Mientras estuvo en Montevideo su estancia fue saqueda por los soldados de Blas Basualdo, que secuestraron a su hijo Justo José por algunos días.
Regresó a la zona del río Uruguay a fines de 1813, cuando faltaba ya poco para que Montevideo cayera en manos independentistas. Por un tiempo no tuvo figuración política ni militar, pero más tarde apadrinó el ascenso de Francisco Ramírez a la responsabilidad de caudillo de toda la provincia. Su hijo mayor, Cipriano, prestó servicios a Ramírez durante la vigencia de la República de Entre Ríos.
A la muerte del caudillo, su sucesor Ricardo López Jordán (padre) fue muy pronto suplantado por el coronel Lucio Norberto Mansilla, y Cipriano de Urquiza huyó con López Jordán. Buscando los papeles públicos y de contaduría que manejaba Cipriano, Mansilla exigió a Josef la entrega de los mismos. La discusión derivó en un altercado que incluyó varios días de prisión del anciano con una barra de grillos. Pasó sus últimos años en Concepción del Uruguay, hasta que a fines de la década de 1820 se trasladó a Buenos Aires; allí falleció en 1829.